# Гербель
Гербель — російський дворянський рід, що походить від швейцарського архітектора Миколи Гербеля (нім. Nicolaus Friedrich Harbel; 1688–1724), що приїхав до Росії в 1712 році за викликом російського уряду. Син його, Родіон (Рудольф) Миколайович (помер у 1780 р.), був інженер-генерал-поручиком. Правнуком його був письменник Микола Васильович Гербель (1827–1883) — перший перекладач російською творів Тараса Шевченка. Його батько Василь Васильович Гербель (1790–1870) — генерал-лейтенант, одинадцятий командир Шосткинського порохового заводу (1833–1849).
Рід цей внесений до III частини родоводу книги Санкт-Петербурзької губернії.

## Інші представники
- Гербель Сергій Миколайович (1856 — ?) — політичний діяч часів Гетьманату, керував урядом: листопад — грудень 1918 року. До більшовицького перевороту 1917 р. — губернатор у Харкові.